# Pweto
Pweto – miasto w Demokratycznej Republice Konga, w prowincji Górna Katanga.